# 시조 사다코
시죠 사다코/후지와라노 사다코(일본어: 四条 貞子 / 藤原貞子 しじょう さだこ / ふじわら の さだこ[*], 겐큐 7년 (1196년) - 쇼안 4년 10월 1일 (1302년 10월 22일))는 가마쿠라 시대의 귀족 여성으로, 사이온지 사네우지의 정실이다. 아버지는 곤다이나곤 시죠 타카히라, 어머니는 보몬 노부키요의 딸이다. 동복형제로는 타카치카, 사이코 (灑子/儷子, 니죠 요시자네의 아내), 치카코 (親子, 사이온지 킨모토의 아내)가 있다. 준삼궁이다. 이마바야시 준후(今林准后), 만년에는 키타야마에 장려한 저택을 주어 키타야마 준후(北山准后)라 불렀다.

## 경력
아버지 타카히라의 어머니는 타이라노 키요모리의 딸 (켄레이몬인과 동복자매)로, 키요모리의 증손자에 해당한다. 사이온지 사네우지의 아내가 되어, 가로쿠 원년 (1225년)에 키츠시 (후의 고사가 천황의 중궁. 오오미야인)을, 조에이 원년 (1232년)에 키미코 (후의 고후카쿠사 천황의 중궁. 히가시니죠인)을 낳았다. 고안 5년 10월 8일 (1282년 11월 16일), 자신의 사후 명복을 비는 역수공양을 올렸고, 그 원문이 현존하고 있다 (전 세손지 츠네타카 글씨. 도쿄국립박물관 소장. 중요문화재). 고안 8년 2월 30일 (1285년 4월 13일)의 90세 축하의 화려한 모습이 『마스카가미(増鏡)』이나 『토하즈가타리(とはずがたり)』 권 제3에 상새히 기술되어있다. 쇼안 4년 (1302년) 10월 1일, 107세의 나이로 사망했다.